# Вежайчяйское староство
Ве́жайчяйское староство (лит. Vėžaičių seniūnija) — одно из 11 староств Клайпедского района, Клайпедского уезда Литвы. Административный центр — местечко Вежайчяй.

## География
Расположено в западной части Литвы, недалеко от побережья Балтийского моря. По территории староства протекают следующие реки: Твярупис, Думбле I, Пряуне, Пасаусойи, Скардупе, Кастис, Аглуоне, Скиния, Лекна, Жиргупались, Дробукштис, Вейвиржас, Дирстейка, Юодупис, Карватакис, Гярдауйе, Жвелса, Гярвупис, Трумпе, Упис, Плекупис, Миния, Скрандупалис, Аушрупис, Гаргждупис. Также на территории староства расположены озёро Папялькис, и водохранилища: Вежайчяйское, образуемое плотиной на реке Скиния, и Грейчюнайское, образуемое плотиной на реке Трумпе.

## Население
Вежайчяйское староство включает в себя местечко Вежайчяй и 29 деревень.